# 蜷川真夫
蜷川 真夫（にながわ まさお、1938年 - ）はジェイ・キャスト代表取締役。『AERA』元編集長。富山県出身。

## 経歴
富山県立富山中部高等学校、東京大学文学部社会学科を卒業後、朝日新聞社に入社した。社会部記者として遊軍を担当。1975年、田中角栄の選挙区にある、新潟支局六日町（現・南魚沼市六日町地域）駐在に志願して赴任した。これは立花隆の『田中角栄研究』に触発されたもので、異例の人事だったという。1976年のロッキード事件では新聞だけでなくテレビや雑誌とも協力し、視野を広げた。その後、ニューデリーに特派員として3年間赴任した。
『週刊朝日』に移動し、副編集長を務めた。ノンフィクションの連載企画に力を入れ、電子技術の未来の連載を執筆した。その後、1988年に創刊された『AERA』に移動する。AERAには新媒体の研究・創刊準備を行う「A委員会」から参加し、日本初と思われるコンピュータによる雑誌編集を体験した。副編集長から副編集長代理、編集長を経て、発行人となった。
1995年に開設されたasahi.comへの転属を希望し、アサヒ・インターネット・キャスターとなった。この時期に朝まで生テレビ!の臨時司会を担当したこともある。定年前に退職し、1997年8月にジェイ・キャストを設立した。同時にアスキーの顧問を兼務し、石田晴久などと出会った。

## 人物
「人間の好奇心には上下はない」がモットーで、どんな商品にもそれなりのクオリティが要求されると考えている。
記者時代を振り返り、記者の本流ではなかったと自認している。

## 著書
- 『田中角栄は死なず』徳間書店〈徳間文庫〉（原著1983年1月）。ISBN 9784195974155。[3]
- 『インド人力宇宙船』朝日新聞社〈朝日文庫〉（原著1985年1月）。ISBN 9784022603036。
- 『電子テクノ・エリート』朝日新聞社（原著1987年1月）。ISBN 9784022556455。
- 『ネットの炎上力』文藝春秋〈文春新書〉（原著2010年2月19日）。ISBN 9784166607396。